# كسوف الشمس 22 سبتمبر 2052
سيحدث كسوف حلقي للشمس يوم الأحد 22 سبتمبر 2052. يحدث كسوف الشمس عندما يمر القمر بين الأرض والشمس ، وبالتالي يحجب صورة الشمس كليًا أو جزئيًا عن مشاهد على الأرض. يحدث الكسوف الحلقي للشمس عندما يكون القطر الظاهري للقمر أصغر من قطر الشمس ، مما يحجب معظم ضوء الشمس ويتسبب في أن تبدو الشمس وكأنها حلقة . يظهر الخسوف الحلقي على شكل كسوف جزئي فوق منطقة من الأرض يبلغ عرضها آلاف الكيلومترات.

## الخسوفات ذات الصلة

### كسوف الشمس 2051-2054
هذا الكسوف هو جزء من سلسلة كسوف الشمس 2051-2054. يتكرر الكسوف في كل 177 يومًا تقريبًا و 4 ساعات في العقد المتناوبة من مدار القمر.
| مجموعات سلسلة كسوف الشمس من 2051-2054 | مجموعات سلسلة كسوف الشمس من 2051-2054 | مجموعات سلسلة كسوف الشمس من 2051-2054 | مجموعات سلسلة كسوف الشمس من 2051-2054 | مجموعات سلسلة كسوف الشمس من 2051-2054 |
| ------------------------------------- | ------------------------------------- | ------------------------------------- | ------------------------------------- | ------------------------------------- |
| عقدة تصاعدية                          | عقدة تصاعدية                          |                                       | عقدة تنازلية                          | عقدة تنازلية                          |
| ساروس                                 | خريطة                                 | ساروس                                 | خريطة                                 |                                       |
| 120                                   | أبريل 11, 2051 جزئي                   | 125                                   | أكتوبر 4, 2051 [الإنجليزية] جزئي      |                                       |
| 130                                   | مارس 30, 2052 كلي                     | 135                                   | سبتمبر 22, 2052 حلقي                  |                                       |
| 140                                   | مارس 20, 2053 حلقي                    | 145                                   | سبتمبر 12, 2053 [الإنجليزية] كلي      |                                       |
| 150                                   | مارس 9, 2054 [الإنجليزية] جزئي        | 155                                   | سبتمبر 2, 2054 [الإنجليزية] جزئي      |                                       |

### ساروس 135
وهي جزء من دورة ساروس 135 وتتكرر كل 18 سنة و 11 يوماً وتحتوي على 71 حدثاً.
- بدأت السلسلة بكسوف جزئي للشمس في 5 يوليو 1331.
- يحتوي على كسوف حلقي من 21 أكتوبر 1511 حتى 24 فبراير 2305
- خسوف هجين في 8 مارس 2323 و 18 مارس 2341
- خسوفًا كلياً من 29 مارس 2359 حتى 22 مايو 2449.
- تنتهي السلسلة في العضو 71 ككسوف جزئي في 17 أغسطس 2593.

ستكون أطول مدة للإجمالي هي دقيقتان و 27 ثانية في 12 مايو 2431.
| يحدث أعضاء السلسلة 27-43 بين 1800 و 2100: | يحدث أعضاء السلسلة 27-43 بين 1800 و 2100: | يحدث أعضاء السلسلة 27-43 بين 1800 و 2100: |
| 27                                        | 28                                        | 29                                        |
| ----------------------------------------- | ----------------------------------------- | ----------------------------------------- |
| </img> </br> 24 أبريل 1800                | </img> </br> ٥ مايو ١٨١٨                  | </img> </br> ١٥ مايو ١٨٣٦                 |
| 30                                        | 31                                        | 32                                        |
| </img> </br> 26 مايو 1854                 | </img> </br> 6 يونيو 1872                 | </img> </br> ١٧ يونيو ١٨٩٠                |
| 33                                        | 34                                        | 35                                        |
| </img> </br> 28 يونيو 1908                | </img> </br> 9 يوليو 1926                 | </img> </br> 20 يوليو 1944                |
| 36                                        | 37                                        | 38                                        |
| </img> </br> 31 يوليو 1962                | </img> </br> 10 أغسطس 1980                | </img> </br> 22 أغسطس 1998                |
| 39                                        | 40                                        | 41                                        |
| </img> </br> 1 سبتمبر 2016                | </img> </br> 12 سبتمبر 2034               | </img> </br> 22 سبتمبر 2052               |
| 42                                        | 43                                        |                                           |
| </img> </br> 4 أكتوبر 2070                | </img> </br> 14 أكتوبر 2088               |                                           |

### سلسلة اينكس
هذا الكسوف هو جزء من دورة اينكس طويلة الأمد ، يتكرر عند العقد المتناوبة ، كل 358 شهرًا سينوديًا (≈ 10571.95 يومًا ، أو 29 عامًا ناقص 20 يومًا).
مظهرها وخط طولها غير منتظمين بسبب عدم التزامن مع الشهر غير الطبيعي (فترة الحضيض). ومع ذلك ، فإن مجموعات 3 دورات اينكس (87 سنة ناقص شهرين) تقترب (≈ 1،151.02 شهرًا غير طبيعي) ، لذا فإن الكسوف متشابه في هذه المجموعات.
| أعضاء سلسلة Inex بين عامي 1901 و 2100:       | أعضاء سلسلة Inex بين عامي 1901 و 2100:        | أعضاء سلسلة Inex بين عامي 1901 و 2100:        |
| -------------------------------------------- | --------------------------------------------- | --------------------------------------------- |
| </img> </br>3 يناير 1908 </br> (ساروس 130)   | </img> </br> 13 ديسمبر 1936 </br> (ساروس 131) | </img> </br> 23 نوفمبر 1965 </br> (ساروس 132) |
| </img> </br> 3 نوفمبر 1994 </br> (ساروس 133) | </img> </br> 14 أكتوبر 2023 </br> (ساروس 134) | </img> </br> 22 سبتمبر 2052 </br> (ساروس 135) |
| </img> </br> 3 سبتمبر 2081 </br> (ساروس 136) |                                               |                                               |

### سلسلة ميتونيك
تتكرر السلسلة ميتونيك كل 19 عامًا (6939.69 يومًا) ، وتستمر حوالي 5 دورات. يحدث الكسوف في نفس تاريخ التقويم تقريبًا. بالإضافة إلى ذلك ، تتكرر سلسلة أكتون الفرعية 1/5 من ذلك أو كل 3.8 سنوات (1387.94 يومًا). تحدث جميع الكسوفات في هذا الجدول عند العقدة الصاعدة للقمر.
| 21 حدثًا من أحداث الكسوف ، تتقدم من الجنوب إلى الشمال بين 13 يوليو 2018 و 12 يوليو 2094 | 21 حدثًا من أحداث الكسوف ، تتقدم من الجنوب إلى الشمال بين 13 يوليو 2018 و 12 يوليو 2094 | 21 حدثًا من أحداث الكسوف ، تتقدم من الجنوب إلى الشمال بين 13 يوليو 2018 و 12 يوليو 2094 | 21 حدثًا من أحداث الكسوف ، تتقدم من الجنوب إلى الشمال بين 13 يوليو 2018 و 12 يوليو 2094 | 21 حدثًا من أحداث الكسوف ، تتقدم من الجنوب إلى الشمال بين 13 يوليو 2018 و 12 يوليو 2094 |
| 12-13 يوليو                                                                            | 30 أبريل - 1 مايو                                                                      | من 16 إلى 17 فبراير                                                                    | 5-6 ديسمبر                                                                             | من 22 إلى 23 سبتمبر                                                                    |
| 117                                                                                    | 119                                                                                    | 121                                                                                    | 123                                                                                    | 125                                                                                    |
| -------------------------------------------------------------------------------------- | -------------------------------------------------------------------------------------- | -------------------------------------------------------------------------------------- | -------------------------------------------------------------------------------------- | -------------------------------------------------------------------------------------- |
| </img> </br> 13 يوليو 2018                                                             | </img> </br> 30 أبريل 2022                                                             | </img> </br> 17 فبراير 2026                                                            | </img> </br> 5 ديسمبر 2029                                                             | </img> </br> 23 سبتمبر 2033                                                            |
| 127                                                                                    | 129                                                                                    | 131                                                                                    | 133                                                                                    | 135                                                                                    |
| </img> </br> 13 يوليو 2037                                                             | </img> </br> 30 أبريل 2041                                                             | </img> </br> 16 فبراير 2045                                                            | </img> </br> 5 ديسمبر 2048                                                             | </img> </br> 22 سبتمبر 2052                                                            |
| 137                                                                                    | 139                                                                                    | 141                                                                                    | 143                                                                                    | 145                                                                                    |
| </img> </br> 12 يوليو 2056                                                             | </img> </br> 30 أبريل 2060                                                             | </img> </br> 17 فبراير 2064                                                            | </img> </br> 6 ديسمبر 2067                                                             | </img> </br> 23 سبتمبر 2071                                                            |
| 147                                                                                    | 149                                                                                    | 151                                                                                    | 153                                                                                    | 155                                                                                    |
| </img> </br> 13 يوليو 2075                                                             | </img> </br> 1 مايو 2079                                                               | </img> </br> 16 فبراير 2083                                                            | </img> </br> 6 ديسمبر 2086                                                             | </img> </br> 23 سبتمبر 2090                                                            |
| 157                                                                                    |                                                                                        |                                                                                        |                                                                                        |                                                                                        |
| </img> </br> 12 يوليو 2094                                                             |                                                                                        |                                                                                        |                                                                                        |                                                                                        |

## روابط خارجية
- www.solar-eclipse.de - متوسط التغطية السحابية والمدن على طول مسار الكسوف
- رسومات ناسا